# Ascorhynchus okai
Ascorhynchus okai är en havsspindelart som beskrevs av Nakamura, K. och C.A. Child 1983. Ascorhynchus okai ingår i släktet Ascorhynchus och familjen Ammotheidae. Inga underarter finns listade i Catalogue of Life.